# Arnoux de Gap
Pour les articles homonymes, voir Arnoux, Saint Arnoul et Arnoul.
Arnoux de Gap (parfois orthographié Arnoul ou Arnulphe) né à Vendôme, est l'évêque de Gap de 1065 jusqu'à sa mort, entre 1074 et 1079. Il est le saint patron de la ville de Gap et du diocèse de Gap et Embrun. Il est fêté le 19 septembre.

## Biographie
D'extraction noble, saint Arnoux nait au château de Vendôme durant la première moitié du XIe siècle. Devenu moine à l’abbaye de la Trinité de Vendôme, il se rend vers 1062-1063 à Rome avec son abbé et entre au service du pape Alexandre II. En 1064 ou 1065, il est envoyé dans le diocèse de Gap pour y occuper la charge d'évêque. Il sera l'évêque du diocèse jusqu'à sa mort qui est sans doute intervenue en 1079. Son corps fut déposé en l'église Saint-Jean-le-Rond qui devint un sanctuaire, et qui connut plusieurs miracles principalement touchant aux troubles de la vision.

## Légende
Une légende veut qu'il ait eu le bras droit coupé par un seigneur nommé Leydet du château de Charance qui mourut écrasé par une poutre de la cathédrale après qu'il eut insulté la dépouille du saint évêque en l'église Saint-Jean-le-Rond. 
Trente ans après la mort d'Arnoux, son corps fut translaté à la cathédrale de Gap et lors de son exhumation son bras fut trouvé encore en train de saigner. Ce miracle contribua à développer son culte, et son bras droit figura sur le sceau du chapitre de Gap avant de servir d'emblème au diocèse.

### Sources et bibliographie
- Théodore Gautier, Précis de l'histoire de la ville de Gap ; suivi de Notes et éclaircissements et de notices biographiques sur les évêques de cette ville, 1844, en ligne sur Gallica, p. 18 et 192.
- Jean-Irénée Depéry, Histoire hagiologique du diocèse de Gap, 1852, p.565 à 575.
- Olivier Hanne, université d’Aix-Marseille, La Genèse médiévale d’une figure de l’épiscopat de Gap : Saint Arnoux (c.1065-c.1079) en ligne sur halshs.archives-ouvertes.fr, 2013.
- Philippe Franceschetti et Olivier Hanne, Le culte de saint Arnoux - Un saint à Gap : Arnoux et son culte (XIe-XXe s.). Article de Ph. Franceschetti et O. Hanne paru dans le Bulletin de la Société d'études des Hautes-Alpes, 2016.